# Stary Zdrój
Stary Zdrój (deutsch: Altwasser) ist ein Stadtteil von Wałbrzych (Waldenburg) in der Woiwodschaft Niederschlesien in Polen. Stary Zdrój liegt im Norden der Stadt und war zunächst eine selbständige Landgemeinde und bis 1873 ein Kurort. 1919 erfolgte die Eingemeindung in die Stadt Waldenburg, die 1924 aus dem Landkreis Waldenburg ausschied und zum Stadtkreis erhoben wurde.

## Geographie
Stary Zdrój liegt im Waldenburger Bergland an der Landesstraße 35 (Droga krajowa 35), die von Wałbrzych über Świdnica nach Breslau verläuft. Nachbarorte sind Szczawienko und Świebodzice im Norden, Lubiechów (Liebichau) im Nordosten, Pogorzała (Seifersdorf) im Osten, Dziećmorowice im Südosten, Sobięcin im Südwesten, Konradów im Südwesten und Szczawno-Zdrój sowie Struga im Nordwesten. Nordöstlich erhebt sich die 590 m hohe Vogelskoppe (Ptasia Kopa).

## Geschichte

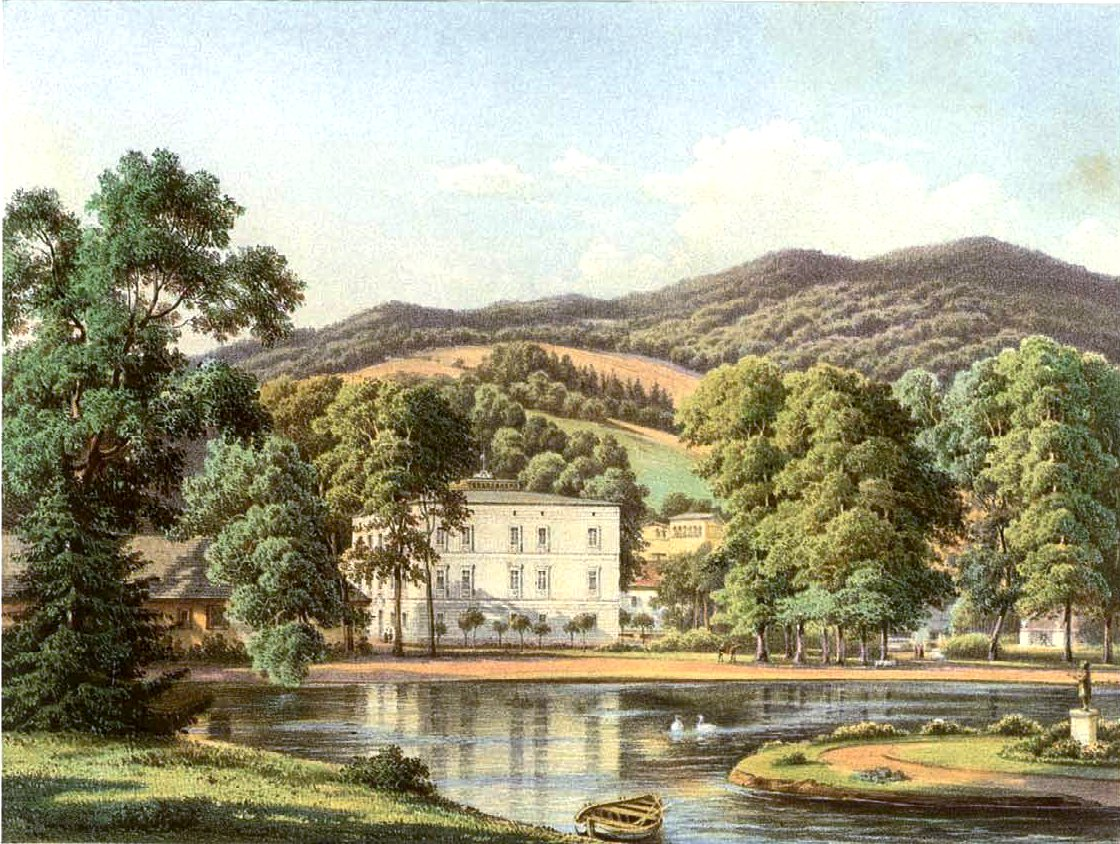
Schloss Altwasser um 1860, Sammlung Alexander Duncker

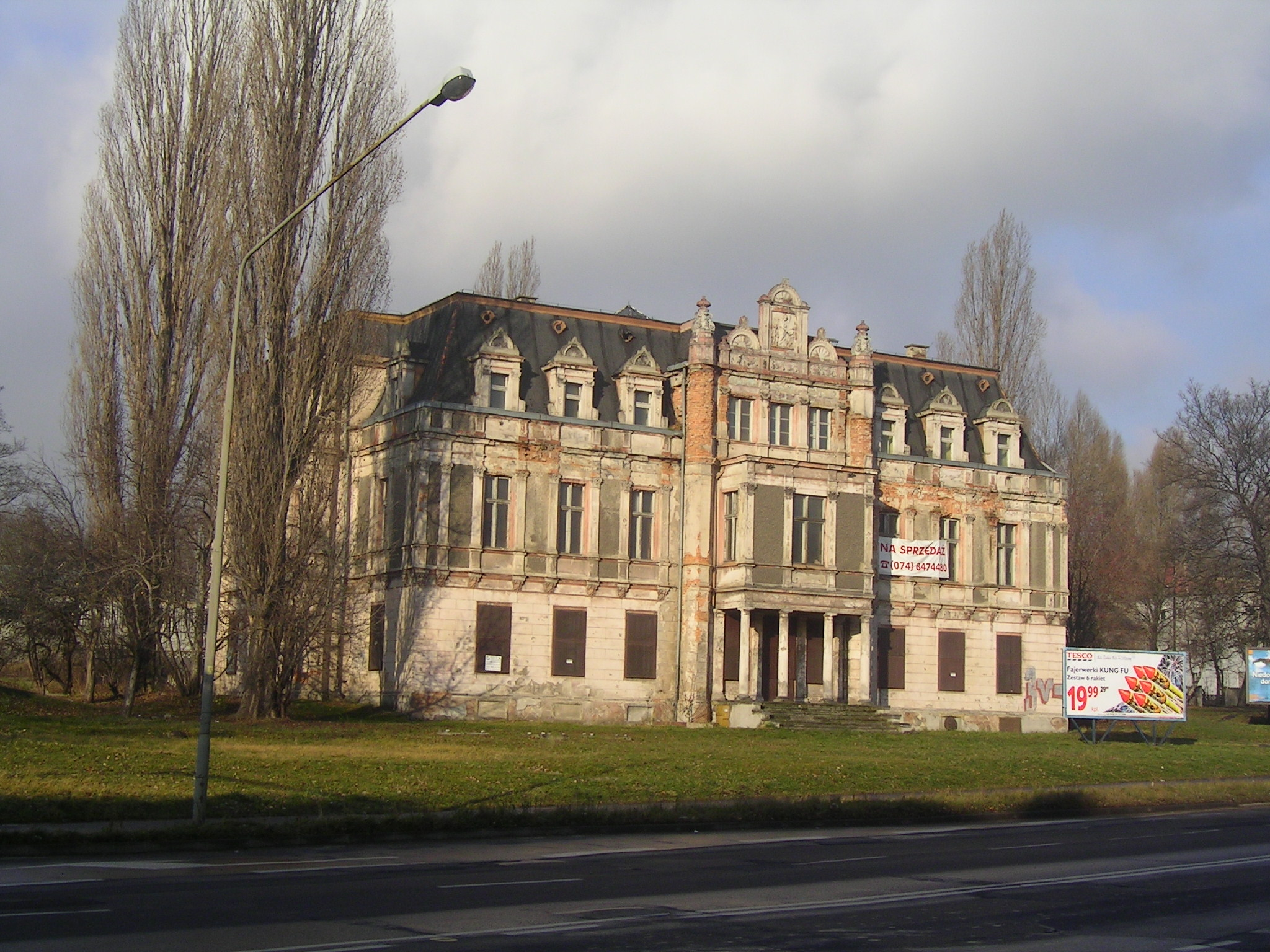
Schloss Altwasser, 2006

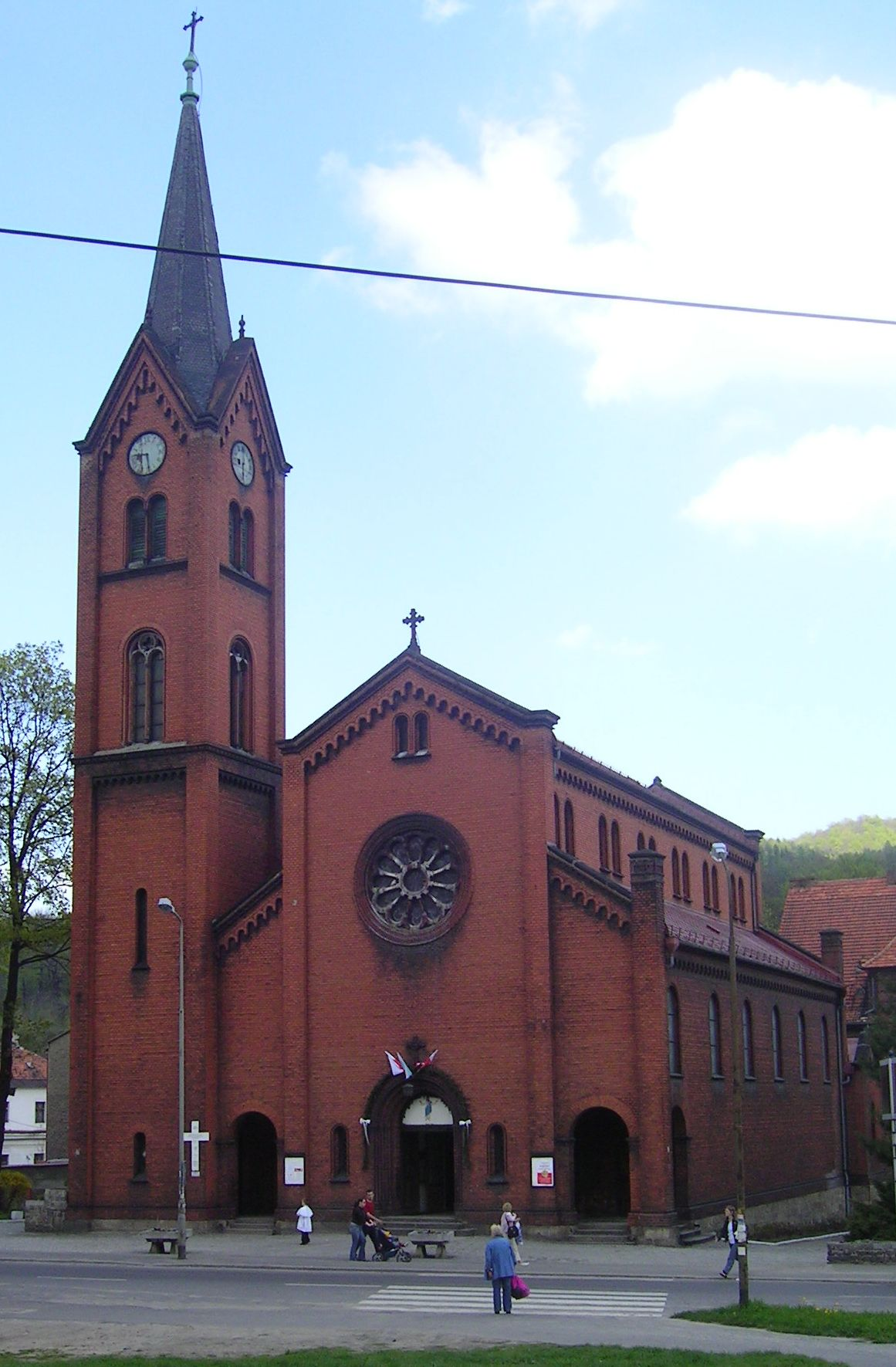
Auferstehungskirche

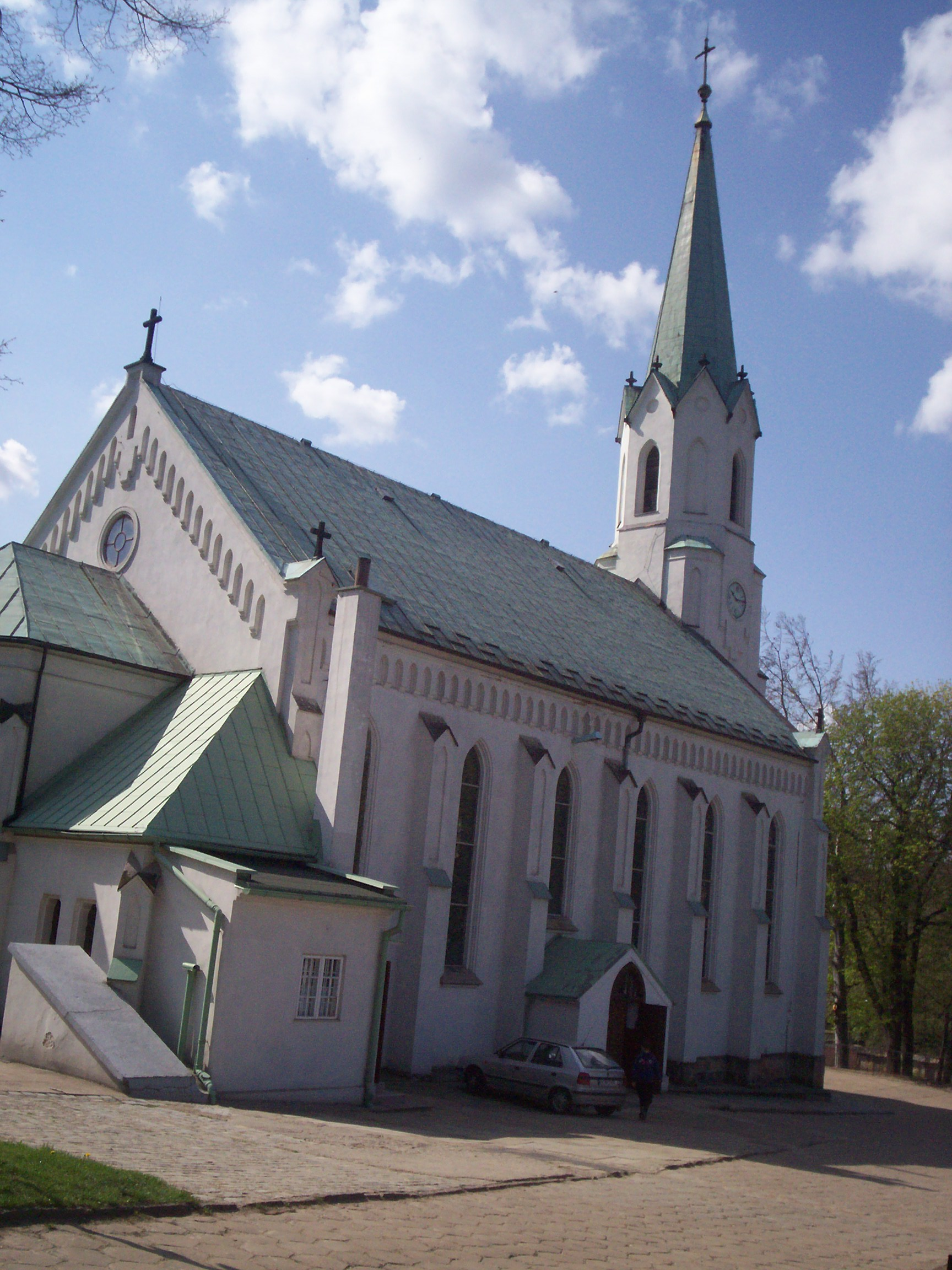
St. Barbara

Stary Zdrój wurde erstmals 1357 als Aqua Antiqua erwähnt. Es gehörte zum Kammergut des Herzogtums Schweidnitz, mit dem es 1392 an Böhmen gelangte. Anschließend wurde es vom böhmischen König an böhmische und schlesische Adelige als Lehen und ab 1412 als Erbbesitz vergeben. Seit 1366 ist der Silberbergbau bekannt. 1584 erteilte Kaiser Rudolf II. dem Bernhard von Kuhl auf Kammerau das Privileg für den Steinkohlenbergbau der Segen-Gottes-Grube. Schon früh erlangten die Heilquellen eine wirtschaftliche Bedeutung. Ab 1688 war Altwasser im Besitz des Landeshauptmanns Georg Moritz von Rohr und Stein, der die ersten Badeeinrichtungen errichtete. Erster Brunnenarzt war vermutlich der Schweidnitzer Kreisphysikus Kaspar Thym. 1710 erwarb Altwasser der Schweidnitzer Obersteuereinnehmer Hans Friedrich von Zedlitz, der seinen bisherigen Besitz Wüstewaltersdorf mit Georg Moritz von Rohr tauschte. Hans Friedrich von Zedlitz bemühte sich um den weiteren Ausbau der Kureinrichtungen und stellte einen Brunnenmeister ein, der die Heilquellen und die Kurgäste betreute. 1718 erwarb Altwasser ein Herr von Mohrental, der es noch im selben Jahr an die Freiin Rosina von Schwanenberg veräußerte. Sie veranlasste den Bau von Gasthäusern und Unterkünften für die Badegäste. 1742 vererbte sie Altwasser an ihren Sohn, den Grafen Harbuval von Chamaré.
Nach dem Ersten Schlesischen Krieg 1742 fiel Altwasser zusammen mit Schlesien an Preußen. 1751 gelangte Altwasser an Franz Josef von Mutius, der es 1788 seinem Sohn, dem Justizrat Franz Joseph von Mutius († 1813) vererbte. Er erweiterte die Kuranlagen, vergrößerte das Promenadenhaus und errichtete mehrere Kurhäuser sowie zwei Badehäuser. 1771 wurde die Friedrichsquelle, 1798–1802 die Wiesenquellen, 1824 der Georgsbrunnen und 1857 die Luisenquelle entdeckt. Dadurch stieg die Zahl der Badegäste kontinuierlich an. Der bekannteste Badegast dürfte 1831 der preußische König Friedrich Wilhelm IV. gewesen sein. Nach der Neugliederung Preußens gehörte Altwasser seit 1815 zur Provinz Schlesien und war ab 1818 dem Landkreis Waldenburg eingegliedert. Für das Jahr 1840 sind nachgewiesen: Ein Krankenhaus, zwei Zechhäuser, eine Bade- und Brunnenanstalt, ein Sauerbrunnen mit fünf Quellen, drei Badehäuser, ein Gesellschaftshaus, eine Buden-Kolonnade, drei herrschaftliche und 18 andere Unterkunftshäuser.
1870 verpachtete die Familie von Mutius das Bad an ein Gemeindekonsortium, das Altwasser zu einem modernen Kurort ausbauen sollte. Durch den Tiefbau der Segen-Gottes-Grube versiegten jedoch die Quellen kurze Zeit später, so dass der Badebetrieb 1873 zum Erliegen kam. Schon vorher entwickelte sich Altwasser zu einem modernen Industriestandort, u. a. mit den Firmen „Porzellanfabrik C. Tielsch &  Co.“, „Flachsgarnspinnerei Petzold und Hoffmann“ und der „Carlshütte“, sowie bedeutende Glasproduktion. Wegen der starken Zunahme der Bevölkerung wurde 1871 die katholische St.-Barbara-Kirche errichtet und ein Jahr später die evangelische Kirche. Mit 16.021 Einwohnern wurde Altwasser 1919 nach Waldenburg eingemeindet, mit dem es seine weitere Geschichte teilt. Nach dem Übergang an Polen wurde es 1945 in Stary Zdrój umbenannt und blieb weiterhin ein Stadtteil von Wałbrzych.

## Sehenswürdigkeiten
- Das Kurhaus „Löwenhaus“ (Dom zdrojowy) wurde unter Bernhard von Mutius um 1800 erbaut und nach Brandschäden nach 1996 saniert. Im Obergeschoss befindet sich ein repräsentativer Saal mit abgerundeten Schmalseiten und Ecknischen sowie Spiegeldecke mit Stuck-Rahmendekor.